# Golpe de Estado no Mali em 1968
O golpe de Estado no Mali em 1968 foi um golpe militar ocorrido no Mali, em 19 de novembro de 1968, contra o governo do presidente Modibo Keïta. O golpe foi liderado pelo tenente (mais tarde major-geral) Moussa Traoré, que posteriormente se tornaria chefe de Estado.

## Contexto
O presidente Keïta, pai da independência do Mali, lidera um governo socialista desde 1960, apoiado por seu partido, a Union soudanaise - Rassemblement démocratique africain (US-RDA). No entanto, sua política enfrentava dificuldades econômicas. Em 1966, ele suspendeu a constituição e o parlamento, substituídos por um Comitê Nacional de Defesa da Revolução com plenos poderes.  A população estava cada vez mais insatisfeita com o governo.  Os oficiais subalternos do Mali, em especial os tenentes Moussa Traoré, Tiécoro Bagayoko, Kissima Doukara, Youssouf Traoré e Filifing Sissoko, e os suboficiais, como o adjudant-chef Soungalo Samaké, passariam então a planejar a deposição do governo.  Os oficiais superiores malianos tinham pouco ou nenhum controle sobre seus subordinados e não desempenham nenhum papel no golpe. 
Ao contrário de muitos golpes de Estado nas antigas colônias francesas, este não foi apoiado por atores estrangeiros. Os dois proeminentes organizadores de golpes pró-ocidentais na África, Houphouët-Boigny, presidente da Costa do Marfim, e Jacques Foccart, consultor para assuntos africanos de Charles de Gaulle, presidente da França, ficaram surpreendidos com o golpe. 

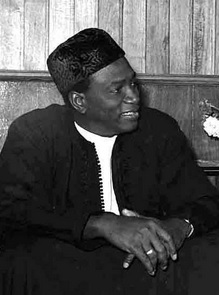
Presidente Modibo Keïta em 1966
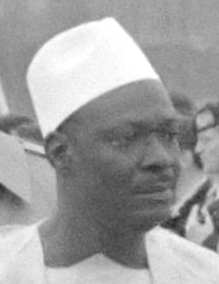
O líder dos golpistas, Moussa Traoré, em 1989.
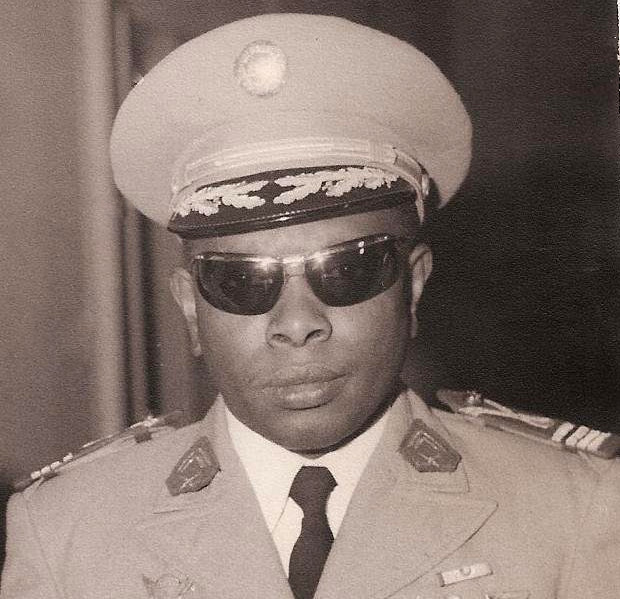
Outro golpista, Tiécoro Bagayoko, na década de 1970.

## O golpe

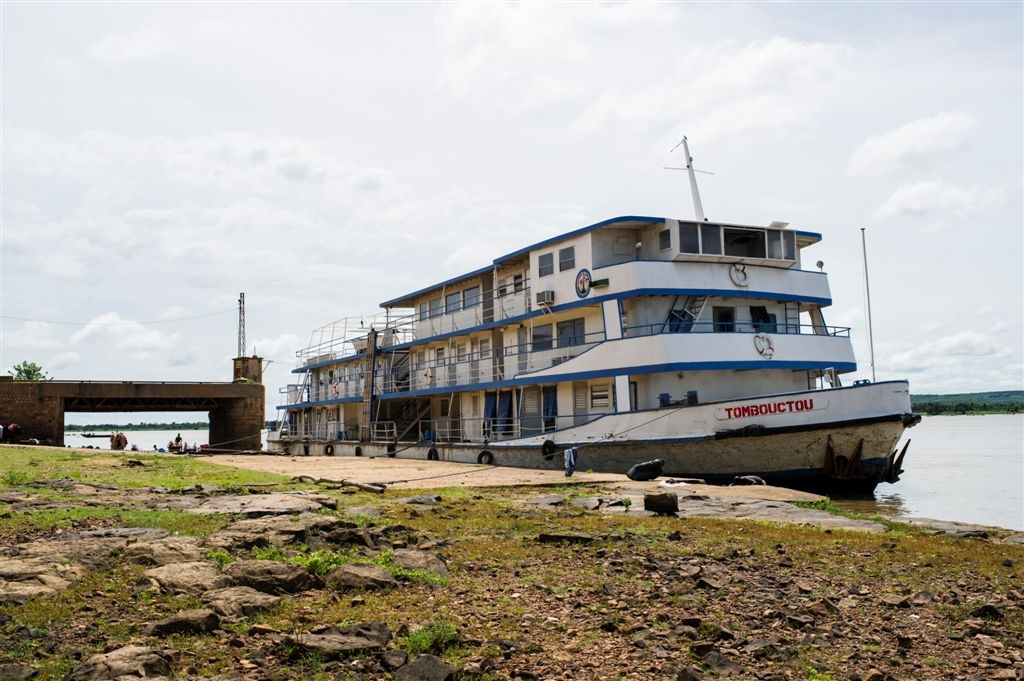
Os militares tentaram prender o presidente Keïta no porto de Koulikoro. Na foto, está o Tombouctou, navio-irmão do Général Abdoulaye Soumaré de Keïta, ancorado em Koulikoro.

Durante a noite de 18 a 19 de novembro, à meia-noite, os golpistas reuniram a guarnição de Kati e anunciaram suas intenções. A rede telefônica foi interrompida às 2 horas da madrugada e os quadros do US-RDA foram presos antes do amanhecer. Os soldados pararam o comboio do presidente Keïta durante seu regresso a Bamako a partir de Mopti. Eles planejavam detê-lo em Koulikoro quando desembarcasse de seu barco, o Général Abdoulaye Soumaré, mas Keïta estava adiantado e seu Citroën DS foi interceptado às 10 horas da manhã em Kayo, a poucos quilômetros de Bamako.  O tenente Bagayoko perguntou: "Sr. Presidente, você gostaria de se colocar à disposição do exército?" e os oficiais o forçaram a entrar em um veículo blindado de transporte de pessoal BTR-152.  O presidente foi trazido para o centro da capital às 11h30. Os golpistas exigem-lhe que cessasse a sua política socialista e substituísse os seus colaboradores, porém Modibo Keïta recusou, argumentando que foi eleito democraticamente em um programa socialista.  No entanto, de acordo com o capitão Abdoulaye Ouologuem, motorista do carro presidencial, os amotinados exigiram apenas novas eleições, mas o presidente rejeitou.  Diante dessa recusa, a facção militar transmitiu uma mensagem de rádio anunciando "o regime ditatorial [...] caiu". 

## Consequências
Devido ao fraco histórico econômico do presidente Keita, o golpe foi bem recebido pela população. As causas imediatas do golpe foram problemas financeiros e econômicos esmagadores, agravados por uma colheita especialmente ruim em 1968.  Modibo Keïta e outros quadros do regime anterior foram presos em Kidal e Taoudenni. Modibo Keïta morreu em cativeiro em Bamako em 1977.  Dez tenentes (Moussa Traoré, Baba Diarra, Youssouf Traoré, Filifing Sissoko, Tiécoro Bagayoko, Joseph Marat, Mamadou Sanogho, Cissema Toukara, Moussa Kone e Karim Dembele) e quatro capitães (Yoro Diakité, Malik Diallo, Charles Cissoko e Mamadou Cissoko) formaram o Comitê Militar de Libertação Nacional.  Moussa Traoré tornou-se presidente do comitê, prometendo democracia e eleições livres, o que nunca acontecerá. Foi proclamado presidente em 1969 e governou o país até que ser deposto durante o golpe de Estado de 1991.